# NGC 6298
NGC 6298 (NGC 6297) je lećasta galaktika u zviježđu Zmijonoscu. Naknadno je utvrđeno da je NGC 6297 ista galaktika.

## Vanjske poveznice
- (engl.) SEDS: NGC 6298
- (engl.) Hartmut Frommert: Revidirani Novi opći katalog
- (engl.) Izvangalaktička baza podataka NASA-e i IPAC-a
- (engl.) Astronomska baza podataka SIMBAD
- (engl.) VizieR
- (engl.) Auke Slotegraaf: NGC 6298 Deep Sky Observer's Companion
- (engl.) Courtney Seligman: Objekti Novog općeg kataloga: NGC 6250 - 6299